# Bad Black
Bad Black is een Oegandese actiekomediefilm uit 2016, geschreven, geproduceerd en geregisseerd door Nabwana I.G.G. voor de microbudget Wakaliwood-filmstudio. De film ging op 25 september 2016 in première op het Fantastic Fest, waar het de publieksprijs en de prijs voor beste regie ontving. Op 14 mei 2019 verscheen de film op dvd en blu-ray samen met Who Killed Captain Alex? onder de titel Wakaliwood Supa Action Vol. 1. Op 21 December 2019 maakte Wakaliwood de gehele film beschikbaar op YouTube.

## Plot
Een zachtaardige dokter wordt getraind in de kunst van genadeloze commandowraak door een no-nonsense stadsjongen genaamd Wesley Snipes.